# Село имени И. Ф. Павлова
Село имени И. Ф. Павлова (каз. И.Ф. Павлов атындағы, до 2018 г. — Борис-Романовка) — село в Костанайском районе Костанайской области Казахстана. Административный центр и единственный населённый пункт Борис-Романовского сельского округа. Находится примерно в 47 км к северу от центра города Костаная. Код КАТО — 395437100.

## Население
В 1999 году население села составляло 758 человек (359 мужчин и 399 женщин). По данным переписи 2009 года, в селе проживало 719 человек (331 мужчина и 388 женщин).